# Valentina Polkhànova
Valentina Nikolàievna Polkhànova (en rus: Валентина Николаевна Полханова) (Saransk, 15 d'agost de 1971) va ser una ciclista russa que també va competir per la Unió Soviètica. Es va proclamar campiona del món en Contrarellotge per equips el 1993 i el 1994.

## Palmarès
- 1993
  -  Campiona del món en contrarellotge per equips (amb Olga Sokolova, Svetlana Bubnenkova i Aleksa Koliaseva)
- 1994
  -  Campiona del món en contrarellotge per equips (amb Olga Sokolova, Svetlana Bubnenkova i Aleksa Koliaseva)
  - 1a al Tour ciclista femení i vencedora d'una etapa
- 1995
  -  Campiona de Rússia en contrarellotge
  - 1a al Tour de l'Aude
- 1998
  - 1a a la Ster van Walcheren i vencedora d'una etapa
  - Vencedora d'una etapa al Gran Bucle
- 1999
  - Vencedora de 2 etapes al Gran Bucle
- 2000
  - Vencedora d'una etapa al Giro d'Itàlia
- 2002
  - Vencedora d'una etapa al Gran Bucle
- 2003
  - 1a a la Volta a Turíngia
  - Vencedora d'una etapa a l'Eko Tour Dookola Polski